# Федяйкино (Вологодская область)
Федяйкино — деревня в Грязовецком районе Вологодской области.
Входит в состав Комьянского муниципального образования, с точки зрения административно-территориального деления — в Комьянский сельсовет.
Расстояние по автодороге до районного центра Грязовца — 24,2 км, до центра муниципального образования Хорошево — 2,1 км.
По переписи 2002 года население — 9 человек.